# Lady Dogs
Lady Dogs (グラドルアクションバトル ＬＡＤＹ ＤＯＧＳ) es una película japonesa, del 10 de julio de 2009, producida por Zen Pictures. Es una película del género tokusatsu, de acción y aventuras, con artes marciales, dirigido por Masayuki Toyama, y protagonizada por Noriko Fujioka y Rina Ito.
El idioma es en japonés, pero también está disponible con subtítulos en inglés, en DVD o descargable por internet.

## Argumento
Asami Ohsawa y Yukimi Yoshioka, son ambas miembros de una brigada de investigación especial, que tiene el apodo de "Lady Dogs". El apodo fue ideado por los criminales que ellas han arrestado.
Un hombre llamado ReiichiTanabe las está vigilando de cerca. Parece una persona simpática y agradable, pero es el jefe de una organización que mata por dinero. Las Lady Dogs tendrán que enfrentarse a ellos.